# Pierre Vidal-Naquet
Pierre Vidal-Naquet (ur. 23 lipca 1930, zm. 29 lipca 2006) – francuski historyk związany z École des hautes études en sciences sociales (EHESS). 
Był specjalistą dziejów starożytnej Grecji, ale zajmował się także historią współczesną min. wojną algierską (1954–1962) i historią Żydów w okresie II wojny światowej. 

## Wybrane publikacje
- La Grèce ancienne - Du mythe à la raison, z Jean-Pierre Vernant, Le Seuil, coll. Points 1990.
- La Grèce ancienne - L’espace et le temps, z Jean-Pierre Vernant, Le Seuil, coll. Points 1991.
- La Grèce ancienne - Rites de passage et transgressions, z Jean-Pierre Vernant, Le Seuil, coll. Points 1992.
- Mythe et tragédie en Grèce ancienne, z Jean-Pierre Vernant, La Découverte 2000.
- Les Grecs, les historiens et la démocratie, La Découverte 2000.
- Œdipe et ses mythes, with Jean-Pierre Vernant, Complexe 2001.
- La démocratie grecque vue d'ailleurs, Flammarion, coll. Champs 2001.
- Le chasseur noir - Formes de pensées et formes de société dans le monde grec, Maspero 1981.
- Le miroir brisé : tragédie athénienne et politique, Les Belles Lettres 2002.
- Travail et esclavage en Grèce ancienne, z Jean-Pierre Vernant, Complexe 2002.
- Le monde d’Homère, Perrin 2002.
- Fragments sur l’art antique, Agnès Viénot 2002.
- L’Atlantide. Petite histoire d’un mythe platonicien, Les Belles Lettres, 2005, ISBN 2-251-38071-X
- L’Affaire Audin, 1957-1978, éditions de Minuit 1989.
- La torture dans la République : essai d’histoire et de politique contemporaine, 1954-1962, Minuit, 1998.
- Les crimes de l’armée française Algérie 1954-1962, La Découverte 2001.
- La Raison d’État. Textes publiés par le Comité Audin, La Découverte, 2002.
- The Assassins of Memory and Other Essays, z Robert Faurisson, Noam Chomsky.
- Les Juifs, la mémoire et le présent, Le Seuil 1995.
- La solution finale dans l'histoire, with Arno Mayer, La Découverte 2002.

## Publikacje w języku polskim
- Sprawa Audina, wstęp Laurent Schwartz, tł. E. Międzyrzecka, Warszawa: "Książka i Wiedza" 1958.
- Czarny łowca. Formy myśli i formy życia społecznego w świecie greckim, przeł. Andrzej Stanisław Chankowski, Warszawa: Prószyński i S-ka 2003.
- Zrozumieć demokrację i obywatelskość : dziedzictwo grecko-rzymskie, tł. Krzysztof Malaga, Warszawa: Wydawnictwo Naukowe PWN 2007.